# Le Choix du destin
Pour plus de détails, voir Fiche technique et Distribution.
Le Choix du destin, parfois connu sous les titres Soldier of Orange en sortie vidéo France ou Le Dernier Héros au Canada francophone (titre original : Soldaat van Oranje), est un film néerlando-belge co-écrit et réalisé par Paul Verhoeven et sorti en 1977. Il s'inspire des mémoires d'Erik Hazelhoff Roelfzema, écrivain néerlandais devenu pilote de la Royal Air Force durant la Seconde Guerre mondiale.
Film néerlandais le plus cher à sa sortie, Le Choix du destin est un succès commercial aux Pays-Bas. Il sera ensuite nommé au Golden Globe du meilleur film en langue étrangère (finalement reçu par La Cage aux folles). Il demeure l'un des plus célèbres film néerlandais et a été élu, en 1999, 2e meilleur film néerlandais du XXe siècle lors du festival du cinéma néerlandais d'Utrecht.

## Synopsis
Alors que la Seconde Guerre mondiale est proche, six étudiants de l'université à Leyde vivent sans se préoccuper de leur avenir. Mais cette guerre va changer leur vie : certains vont choisir la rébellion et résister à l'occupant alors que d'autres vont opter pour la collaboration. Mais les liens du passé vont cependant demeurer.

## Fiche technique
Sauf indication contraire, les informations mentionnées dans cette section peuvent être confirmées par la base de données cinématographiques IMDb,  présente dans la section « Liens externes ».
- Titre original : Soldaat van Oranje [sɔlˈdaːt fɑn oˈrɑɲə][1]
- Titre français : Le Choix du destin[2],[3] ou Soldier of Orange (titre VHS/DVD)
- Titre belge francophone : En mission secrète pour Sa Majesté[4]
- Titre québécois : Le Dernier Héros[5]
- Réalisation : Paul Verhoeven
- Scénario : Kees Holierhoek, Gerard Soeteman et Paul Verhoeven, d'après les mémoires d'Erik Hazelhoff Roelfzema
- Musique : Rogier van Otterloo
- Photographie : Jost Vacano
- Montage : Jane Seitz
- Direction artistique : Roland de Groot
- Costumes : Elly Claus
- Producteur : Rob Houwer
- Sociétés de production : Excelsior Films, Film Holland, The Rank Organisation et Rob Houwer Productions
- Distribution : Tuschinski Film Distribution (Pays-Bas)
- Budget : 5 000 000 florins
- Pays de production :  Pays-Bas,  Belgique
- Langues originales : néerlandais, anglais et allemand
- Format : Couleurs (Eastmancolor) avec quelques archives en noir et blanc - 1,85:1 - son mono - 35 mm
- Genre : film de guerre, drame
- Durée : 149 minutes
- Dates de sortie :
  - Pays-Bas : 22 septembre 1977
  - France : 26 avril 1978 (sortie en province, inédit à Paris[4]), 18 septembre 2007 (DVD) ; 16 juillet 2021 (cinémathèque française)

## Distribution
- Rutger Hauer : Erik Lanshof
- Jeroen Krabbé : Guus LeJeune
- Susan Penhaligon : Susan
- Edward Fox : le colonel Rafelli
- Lex van Delden : Nico
- Derek de Lint : Alex
- Huib Rooymans : Jan Weinberg
- Dolf de Vries : Jack ten Brinck
- Eddy Habbema : Robby Froost
- Belinda Meuldijk : Esther
- Peter Faber : Will Dostgaarde
- Reinhard Kolldehoff : le général de la Wehrmacht Geisman
- Brûni Heinke : l'agent du SD
- Rijk de Gooyer : Breitner

## Production

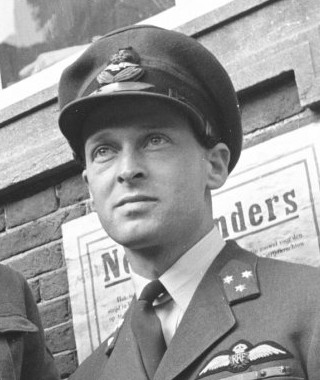
Erik Hazelhoff Roelfzema, en 1945

### Genèse et développement
Le scénario s'inspire des mémoires d'Erik Hazelhoff Roelfzema, écrivain néerlandais devenu pilote de la Royal Air Force durant la Seconde Guerre mondiale. D'abord titré Het Hol Van De Ratelslang (« La Grotte du serpent à sonnette ») en 1970, l'ouvrage est ensuite retravaillé par Erik Hazelhoff Roelfzema qui n'en était pas satisfait. Il est cette fois publié sous le titre Soldaat van Oranje avec une préface du prince Bernhard. Cette deuxième version deviendra un best-seller international.
Kees Holierhoek, Gerard Soeteman et Paul Verhoeven changent le nom de certaines personnalités pour les besoins du scénario. Erik Hazelhoff Roelfzema devient ainsi Erik Lanshof, François van 't Sant (en) est rebaptisé Van der Zanden, alors que Guus LeJeune est probablement B. van der Stok. Cela s'explique notamment par la volonté de diminuer le nombre de personnages et de ne pas coller aux faits réels. Paul Verhoeven s'inspire également de sa propre expérience de la guerre lorsqu'il était jeune et vivait à La Haye. Le réalisateur a par ailleurs eu une expérience militaire avec son service militaire dans la Marine.

### Attribution des rôles
Initialement, des acteurs de renom comme Alec Guinness, David Niven, Julie Christie, Henry Fonda ou encore Charlotte Rampling devaient participer au film. Mais, en raison des restrictions budgétaires seuls Susan Penhaligon et Edward Fox sont engagés. Paul Verhoeven voulait initialement Derek de Lint pour le rôle principal d'Erik Lanshof, car selon lui Rutger Hauer n'était pas fait pour le rôle. Non satisfait par l'audition de Derek de Lint, le cinéaste donne sa chance à Rutger Hauer et est séduit par son audition. Derek de Lint obtient cependant un autre rôle.

### Tournage
Le tournage a lieu aux Pays Bas — Noordwijk, Amsterdam, Delft, Leyde, La Haye (notamment à Schéveningue), parc national De Biesbosch — ainsi qu'à Londres.
Ami de l'auteur Erik Hazelhoff Roelfzema, le prince Bernhard soutient fortement le film. Ainsi, des soldats de la Marine royale néerlandaise participent au tournage. Durant la production, le prince sera cependant impliqué dans l'affaire Lockheed.
Rijk de Gooyer, qui incarne ici un agent de la Gestapo, a fait partie de la résistance néerlandaise. Sur le plateau, il a des relations tendues avec l'acteur allemand Reinhard Kolldehoff.

## Accueil

### Critique
Sur l'agrégateur américain Rotten Tomatoes, il récolte 91% d'opinions favorables pour 11 critiques et une note moyenne de 7,80⁄10.
Dans une longue critique sur le site français DVDClassik, on peut notamment lire « Soldier of Orange ne sera pas un portrait à charge, mais d’hommage prudent à des téméraires, ne chargeant pas la barque de ceux dont l’Histoire s’est chargée de dénoncer la lâcheté (celui qui pour protéger une jeune femme des persécutions finit de compromissions en mouchardises par sacrifier la vie d’une vingtaine d’hommes), dont le sens de l’épique renoue avec les aventures de David Lean. En Roelzema, Verhoeven a trouvé son T. E. Lawrence. »
Le film fait partie de l'ouvrage 1001 films à voir avant de mourir.

### Box-office
Ce film était alors le film le plus cher jamais tourné aux Pays-Bas, avec un budget de 5 millions de florins (correspondant à 2,3 millions d'euros aujourd'hui[Quand ?]). Avec 1 547 183 entrées aux Pays-Bas, il est classé no 1 au box-office néerlandais de l'année 1977[réf. nécessaire].

## Distinctions
- Los Angeles Film Critics Association Awards 1979 : prix du meilleur film étranger[11]
- New York Film Critics Circle Awards 1979 : nomination au prix du meilleur film en langue étrangère
- Golden Globes 1980 : nomination au Golden Globe du meilleur film en langue étrangère
- En 1999, le festival du cinéma néerlandais d'Utrecht organise une élection pour choisir le film néerlandais du XXe siècle, Le Choix du destin se classe deuxième, derrière un autre film de Paul Verhoeven, Turkish Délices.

## Adaptation en comédie musicale

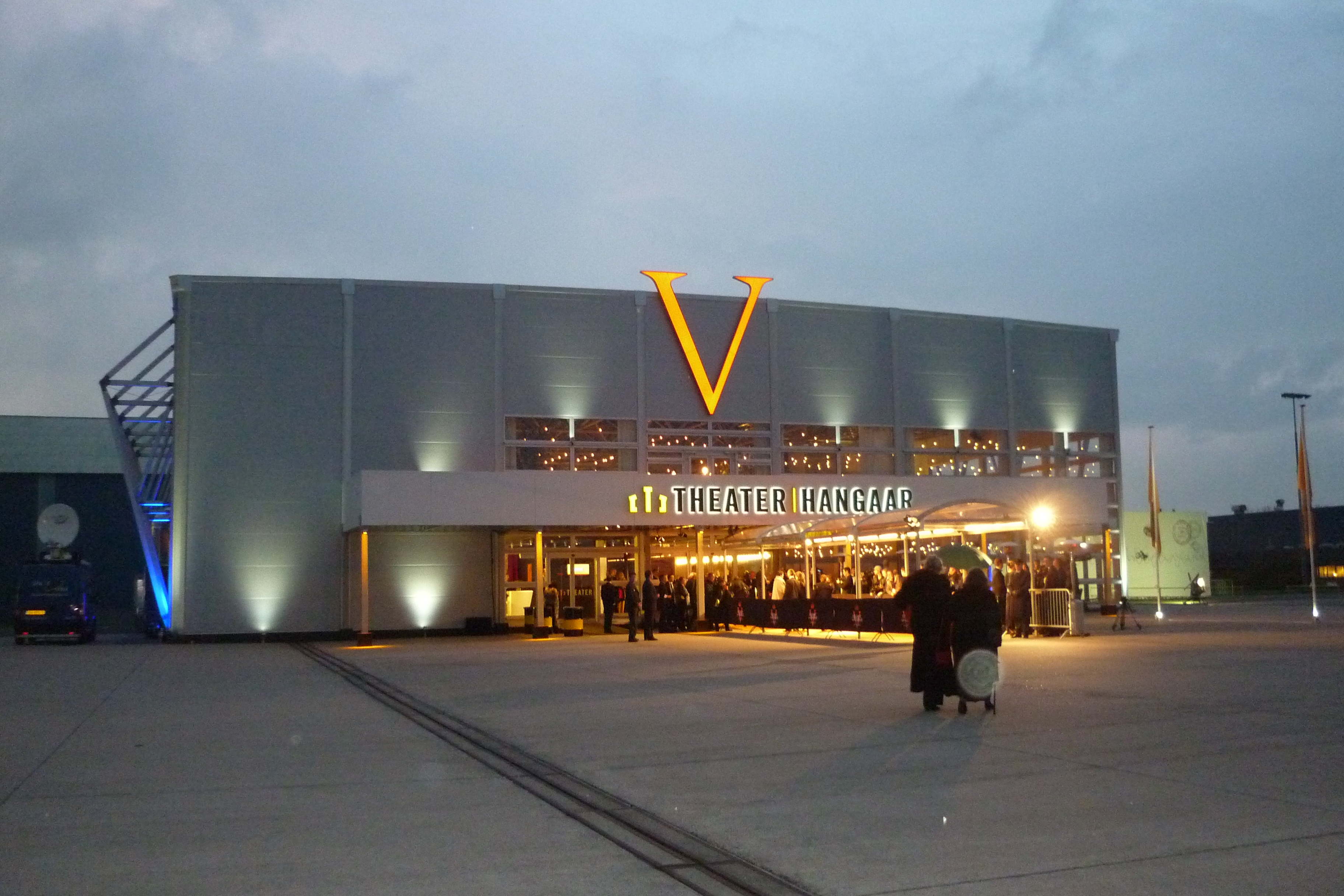
Le TheaterHangaar de Valkenburg

Aux Pays-Bas, le film est adapté en comédie musicale. Les décors sont construits sur une scène rotative unique en son genre, spécialement construite dans un hangar de l'ancien aéroport militaire, devenu le TheaterHangaar de Valkenburg. La première se déroule le 30 octobre 2010, en présence notamment de la reine Beatrix. Le succès de la pièce ne se dément pas pendant de nombreuses années.